# Megalurus rufescens
La yerbera de las Chatham (Megalurus rufescens) es una especie extinta de ave paseriforme de la familia Locustellidae endémica de las islas Pitt y Mangere (pertenecientes a las islas Chatham). Su pariente vivo más cercano es la yerbera maorí que se extiende hasta las vecinas islas Snares (Megalurus punctatus caudatus). Algunos científicos la consideran una subespecie de la yerbera maorí, denominándola M. punctatus rufescens pero generalmente se considera una especie separada.

## Descripción

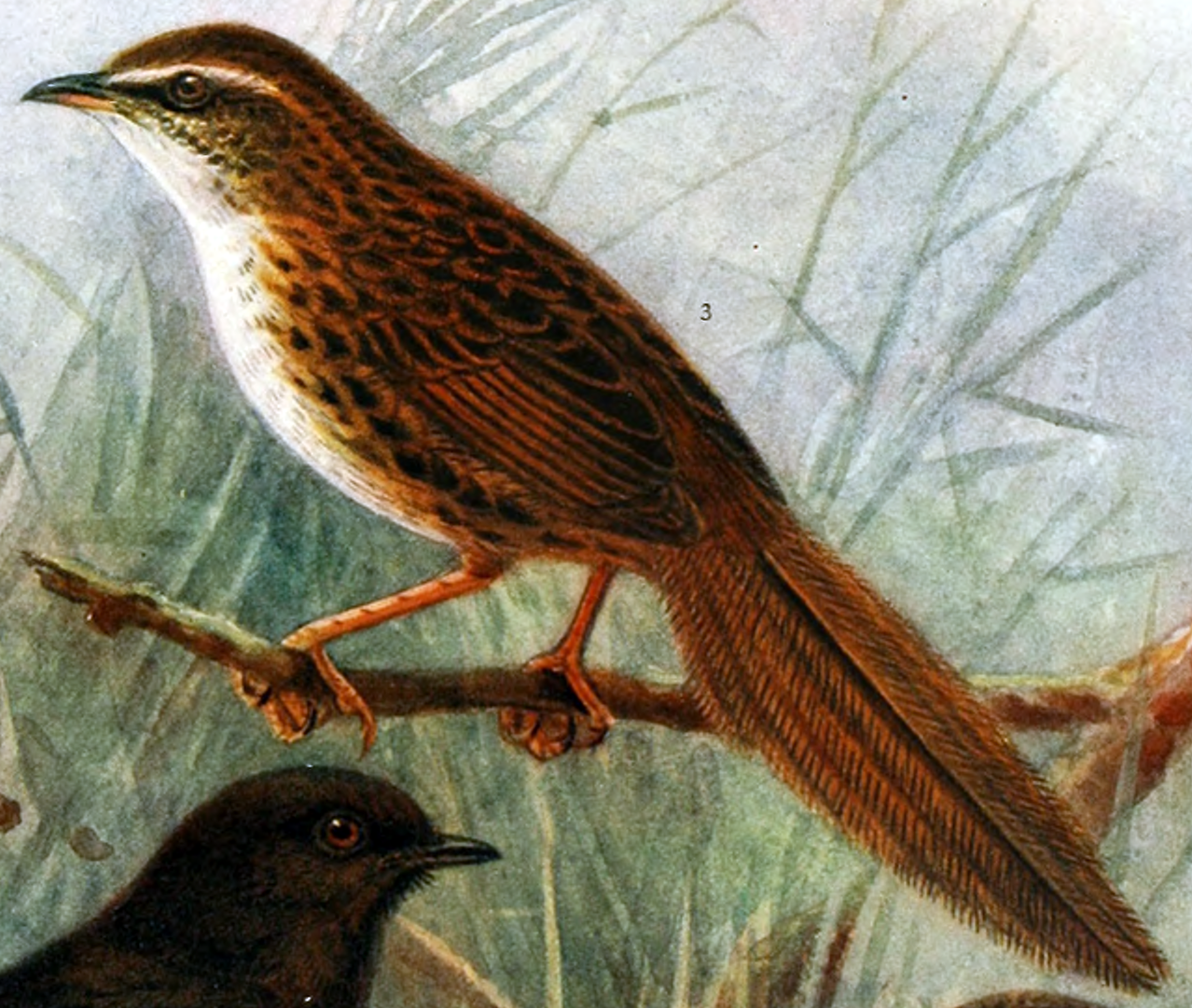
Yerbera de las Chatham arriba.

La yerbera de las Chatham medía unos 18 cm de largo. Sus alas medían entre 5.9 y 6.7 cm. A diferencia de otras especies de su género no tenía moteado en las partes inferiores, su pecho era de color castaño, presentaba una mancha blanca en el lorum, y su espalda era de color castaño rojizo oscuro. Era un pájaro insectívoro pero no se conoce nada más de su ecología.

## Descubrimiento y extinción
El primer individuo fue descubierto en 1868 por el naturalista neozelandés Charle Traill en la isla Mangare. El mató a este ejemplar de una pedrada y lo mandó a Walter Buller que lo describió como una nueva especie en 1869. Su población en 1871 fue descrita como bastante común en la isla Mangare aunque reducida en isla Pitt. Las causas de su extinción al parecer son los incendios de los matorrales, la merma de la vegetación debida la introducción de cabras y conejos, y la depredación de los gatos y las ratas también introducidos en las islas. El último espécimen se cazó para la colección de Lionel Walter Rothschild en 1895, y se cree que se extinguió alrededor de 1900.
Se pueden ver especímenes de museo en el Museo memorial de la Guerra de Auckland, en los museos de historia natural de Harvard, Berlín, Chicago, Christchurch, Londres, Liberpool, in the Nueva York, París, Pittsburgh y Estocolmo.